# Afrolongichneumon tanzanicus
Afrolongichneumon tanzanicus är en stekelart som beskrevs av Heinrich 1968. Afrolongichneumon tanzanicus ingår i släktet Afrolongichneumon och familjen brokparasitsteklar. Inga underarter finns listade i Catalogue of Life.